# Place Marulaz
La Place Marulaz est une place de Besançon.

## Situation et accès
La place est située dans le quartier de Battant, dans un "coin" un peu isolé, dans le secteur des Arènes.
Elle se situe à la jonction de la rue Marulaz, de la rue Thiémanté, de la rue de Vignier, de la rue Gratteris, et de la rue de l'École.
Il y a un bar.
Aucune ligne de transports en commun ne dessert cette place.

## Origine du nom
Jacob François Marola dit Marulaz était officier français de la Révolution et de l'Empire.

## Bâtiments remarquables et lieux de mémoire
- La fontaine Marulaz